# 星の駅
星の駅（ほしのえき）は、兵庫県神戸市灘区摩耶山町にある、こうべ未来都市機構が経営する摩耶ロープウェー（まやビューライン夢散歩）の索道駅である。

## 概要
摩耶ロープウェーの山上駅に相当する。2階にレストラン「MAYA★TERRACE」が入居している。また、駅舎内には郵便ポストがある。トイレは駅舎内に設置されている。
駅前を出てすぐに展望広場の掬星台があり、日本三大夜景が楽しめる。駅前には蓄光石で舗装された遊歩道「摩耶★きらきら小径」が広がり、夜間には星座が青色の光で浮かび上がる。この蓄光石は、「マヤストーン」として、星の駅で販売されている。

## 歴史
- 1955年（昭和30年）7月12日 - 神戸市交通局「奥摩耶ロープウェイ」の索道駅である「摩耶山上駅」として営業開始。
- 1977年（昭和52年）7月1日 - 神戸市都市整備公社（現・神戸住環境整備公社）に移管される。
- 1995年（平成7年）1月17日 - 阪神・淡路大震災の被害を受け運休。
- 2001年（平成13年）3月17日 - 神戸市都市整備公社の経営となった摩耶ケーブル線とともに運行再開。駅名を現駅名に改称。

## 駅構内

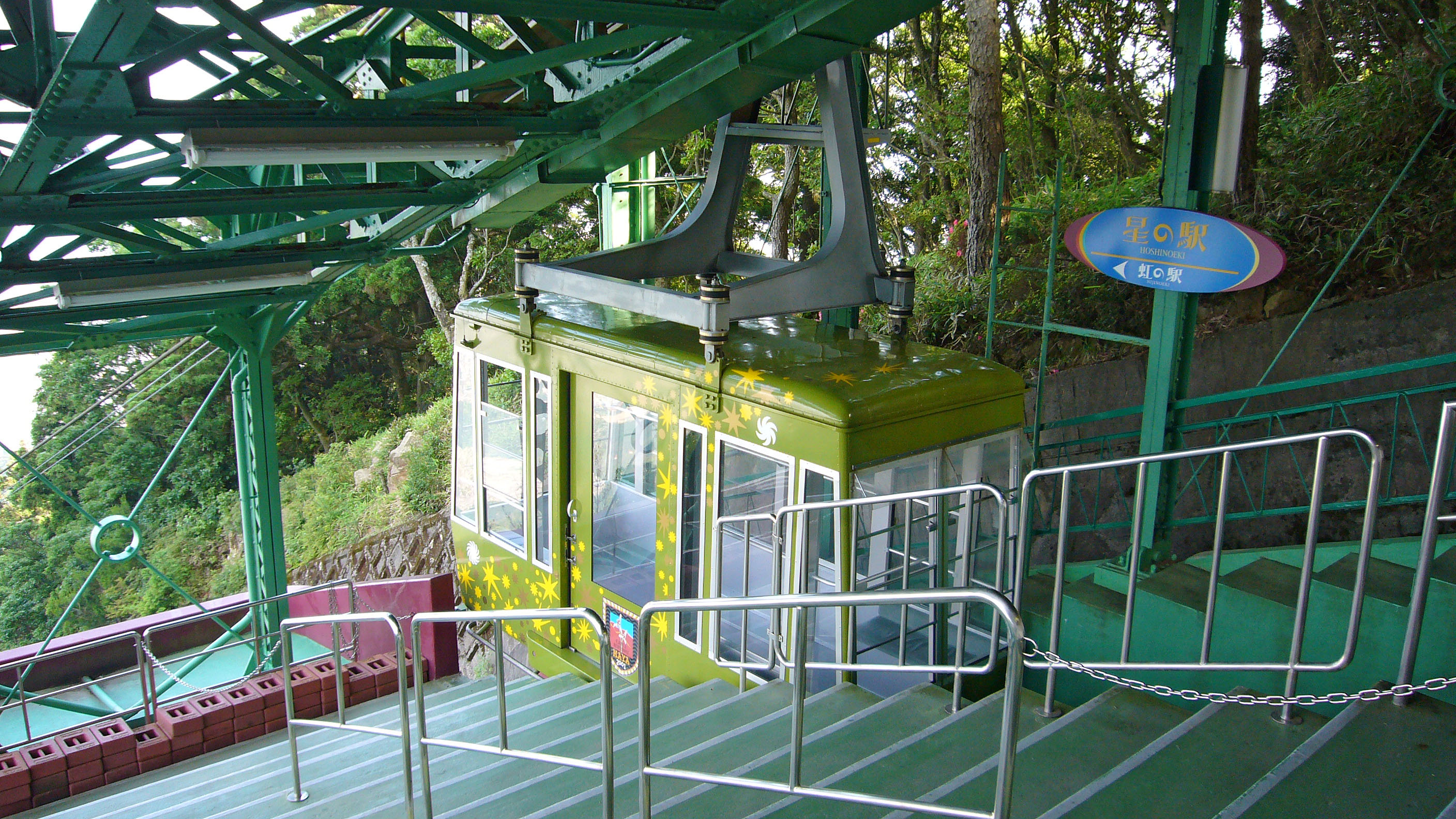
ホーム

島式ホーム1面2線である

## 駅周辺
- 摩耶山
- 掬星台
- 摩耶自然観察園
- 忉利天上寺
- 摩耶山送信所

## バス路線
- 六甲摩耶スカイシャトルバス
- 阪急バス六甲線

## 隣の駅
こうべ未来都市機構
摩耶ロープウェー（まやビューライン夢散歩 まやロープウェー）
虹の駅 - 星の駅